# Saint-Léon-sur-l'Isle
Saint-Léon-sur-l'Isle  là một xã, nằm ở tỉnh Dordogne vùng Aquitaine của Pháp.